# Macromia urania
Macromia urania – gatunek ważki z rodziny Macromiidae.